# Ugandas præsidenter
Uganda blev uafhængig i 1962. Ugandas præsidenter har været:
- Mutesa 2. af Buganda (1962-66)
- Milton Obote (1966-71)
- Idi Amin (1971-79)
- Yusuf Lule (1979)
- Godfrey Binaisa (1979-80)
- Paulo Muwanga (1980)
- Præsidentkommission (1980)
- Milton Obote, 2. gang (1980-85)
- Bazilio Olara Okello (1985)
- Tito Okello (1985-86)
- Yoweri Museveni (1986 – )